# Peter Bruun
Peter Bruun (1968-) Dansk komponist, født i 28. marts 1968 i Aarhus. I gymnasietiden spillede og komponerede han rockmusik. Han studerede 1989-1991 teori og komposition privat hos Niels Marthinsen og læste i samme periode filosofi på Aarhus Universitet. 1991 blev han optaget på Det Jyske Musikkonservatorium, med fagene komposition og musikteori, og han tog eksamen som musikpædagog og komponist i 1997. Peter Bruun er som komponist elev af blandt andre Niels Marthinsen, Karl Aage Rasmussen og Per Nørgård. Han er aktiv i organisatorisk og musikpolitisk arbejde, og han virker som lærer i musikteoretiske fag ved musikkonservatoriet i Aarhus. I 1996 modtog han Statens Kunstfonds tre-årige arbejdslegat. Fra 2005 medarbejder ved DMT (Dansk Musiktidsskrift). Peter Bruun er medlem af FIGURA Ensemble.
Peter Bruun modtog i 2008 Nordisk Råds Musikpris for operaen Miki Alone.

## Musik
- All Things are His Mirror
- Quest
- Rose Elf
- Twelve to Remember, Twelve to Come (basun og ensemble 2001)
- Omveje
- Orkesterværk
- Snapshot
- Heaven and Earth
- Miki Alone
- The Sunflower
- All things are His mirror
- 3 små stykker
- Scenes for orkester (1990)
- Stillevejsbump
- Med mørk himmel over og mørk himmel under
- Giv mig Gud en salmetunge
- Hyrdinden
- Kæmpende mænd
- Månevand skinner
- Recall an ocean
- Lykkehjul
- Pour l'autre clarté
- Green Walk
- 4 stykker i 3 stadier
- I dagens hus at blive
- Fader Vor
- Gensidig længselstid
- Replica
- Together
- Omveje
- Exodus